# Pagani Automobili
Pagani Automobili S.p.A. — итальянский производитель автомобилей. 
Компания была основана в 1992 году Горацио Пагани и располагается в Сан-Чезарио-суль-Панаро, неподалёку от Модены.

## История
Горацио Пагани, некоторое время работавший в отделе композитных материалов компании Lamborghini, в 1988 году основал компанию Pagani Composite Research. Новая компания сотрудничала с Lamborghini в реализации нескольких проектов, в частности над рестайлингом Lamborghini Countach, приуроченным к 25-й годовщине модели, разрабатывала концепт-кар Lamborghini P140 и участвовала в работе над Lamborghini Diablo. 
В конце 1980-х Пагани начал работать над автомобилем собственной конструкции, назвав его «Проект C8». Пагани планировал переименовать C8 в «Fangio F1» в честь пятикратного чемпиона Формулы-1 Хуана-Мануэля Фанхио.
В 1991 году для удовлетворения высокого спроса на свои дизайнерские и проектные работы и услуги по созданию прототипов Пагани основал компанию Modena Design. 
В 1992 году он начал работать над прототипом Fangio F1, и в 1993 году машина успешно прошла тесты в аэродинамической трубе компании Dallara. 
В 1994 году Mercedes-Benz согласился поставлять Пагани двигатели V12.
Получившийся автомобиль был назван Zonda C12. Из уважения к памяти скончавшегося в 1995 году великого гонщика Пагани отказался от названия Fangio F1. Машина была впервые представлена публике на Женевском автосалоне 1999 года.
В 2005 году компания Pagani объявила о планах утроить производство в течение ближайших трех лет и в 2007 году выйти на американский рынок.
25 сентября 2007 года Pagani Zonda F Club Sport установила рекорд трассы Нюрбургринг — 7 минут 27,82 секунд, однако позднее этот рекорд был побит другими автомобилями — Maserati MC12, Chevrolet Corvette ZR1 и Dodge Viper SRT10 ACR.
В 2010 году Pagani вновь вернули себе рекорд — гоночный Pagani Zonda R прошёл круг за 6:47.5

## Сотрудничество с Daimler
Будучи независимой компанией, Pagani много лет сотрудничает с подразделением AMG компании Daimler AG. Обратиться в Mercedes Пагани посоветовал Фанхио. На модели Zonda использовались несколько модификаций мотора Mercedes-Benz M120 V12. Первая версия имела рабочий объём 6000 куб. см, у современных Zonda он вырос до 7,3 л. Pagani также принимал участие в разработке прототипа Chrysler ME Four-Twelve. Двигатель для грядущей модели Pagani Huayra был специально разработан для Pagani.

## Pagani Zonda
Первая модель Pagani — Zonda — имела расположенный в базе двигатель V12, разработанный подразделением Mercedes-Benz AMG. Дизайн автомобиля навеян реактивными самолётами и знаменитыми «серебряными стрелами» Sauber-Mercedes и отличается «фирменными» стилистическими элементами, такими как четыре выхлопных патрубка, вписанных в круг.
Производство Zonda будет завершено десятью гоночными моделями Zonda R.
- Pagani Zonda
  - C12 6 л
  - C12 S 7 л
  - C12 S 7,3 л
    - C12 S Roadster
    - C12 S Monza
    - Pagani Zonda GR (гоночный автомобиль)
- Zonda F
  - Zonda Roadster F
- Zonda F ClubSport
  - Zonda F ClubSport Roadster
- Pagani Zonda R

### Zonda Cinque
В 2009 году Pagani объявила о начале производства модели «Zonda Cinque». На Zonda Cinque применены 678-сильный двигатель Mercedes-Benz V12, активные аэродинамические элементы и новый материал под названием «карботаниум» (углеволокно, усиленное титановыми волокнами), который легче, но при этом прочнее обычного углеволокна. Всего было построено 5 машин.
В июле 2009 года Pagani объявила о постройке 5 родстеров Zonda Cinque Roadster. На родстере используется тот же двигатель Mercedes-Benz V12, что и на купе, однако кузов был облегчён и усилен, чтобы сохранить его жёсткость в открытой версии.

### Zonda Tricolore
На Женевском автосалоне 2010 года Pagani объявила о намерении построить автомобиль Zonda Tricolore. Единственный экземпляр стоимостью около 1,3 миллиона евро без учёта налогов будет построен к 50-летию итальянской команды по высшему пилотажу. В основу Zonda Tricolore положена самая мощная модификация Zonda Cinque с углеволоконно-титановым кузовом, секвентальной коробкой передач и титановой выхлопной системой. Расположенный в базе двигатель Mercedes AMG V12 объёмом 7,3 л развивает 670 л. с., обеспечивая лёгкому автомобилю разгон от 0 до 100 км/ч за 3,2 секунды.

### Индивидуальные заказы
2009 Zonda PS (с отделкой золотом)
2009 Zonda GJ (чёрный)
2010 Zonda Uno (голубой)
2011 Zonda HH (небесно-голубой)
2011 Zonda 750 (розовый)
2011 Zonda Rak (жёлтый)
2011 Zonda Absolute (чёрный)
2011 Zonda 760RS (чёрный)
2012 Zonda 760LH (фиолетовый) — по заказу гонщика Формулы-1 Льюиса Хэмилтона
2012 Zonda 764 Passione (серый/фиолетовый)
2013 Zonda Revolucion
2014 Zonda Revolucion 5 of 5
2015 Zonda 760 X

## Pagani Huayra
Pagani построила новый автомобиль для замены Zonda. Новая модель называется Pagani Huayra («Уайра» — бог ветра на языке одного из южно-американских племён и дань памяти аргентинскому гоночному автомобилю Huayra Pronello Ford) дебютировала на Женевском автосалоне 2011 года. Pagani планирует строить не более 40 автомобилей в год и продавать их по цене от 1 миллиона долларов США. Двигатель V12 Mercedes M158 объёмом 6 л с двойным турбонаддувом, разработанный подразделением AMG, развивает мощность 700 л. с. и крутящий момент 1000 Нм. Huayra является новой разработкой, однако сохранила стилистическое сходство с уходящей моделью Zonda. Максимальная скорость возросла с 354 км/ч (Zonda F Roadster) до 378 км/ч, время разгона до 100 км/ч составляет 3,2 с.
Официальные технические данные
- Двигатель: Mercedes-AMG V12 Bi-Turbo M158
- Рабочий объём: 5980 см³
- Мощность: 700 л. с.
- Крутящий момент: 1000 Нм
- Коробка передач: 7-ступенчатая секвентальная
- Длина: 4605 мм
- Колесная база: 2795 мм
- Высота: 1169 мм
- Ширина: 2036 мм
- Сухая масса: 1350 кг
- Распределение нагрузки по осям: 44 % на переднюю ось и 56 % на заднюю

## Pagani Utopia
В 2022 Pagani представила новый автомобиль – Utopia, пришедшую на смену Huayra. Автомобиль имеет шестилитровый двигатель V12 от Mercedes-AMG. В связке с биторубомотором работает новая семиступенчатая коробка Xtrac, которая расположена поперек, а не вдоль. Новая Utopia была выпущена тиражом 99 экземпляров. Создание модели заняло шесть лет. Гиперкар получил название от одноименного произведения английского философа Томаса Мора, которое было издано в 1516 году.

## Галерея
- Карбоновая Zonda F
- Zonda
- Zonda PS (вид сзади)
- Zonda F (вид сзади)
- Pagani Zonda Tricolore
- Pagani Huayra